# Bran (Roemenië)
Bran (Duits: Törzburg, Hongaars: Törcsvár) is een landelijke gemeente (Comună) in het Roemeense district Brașov in Transsylvanië, vlak bij Walachije. Het is gelegen in de Karpaten, 30 km van de stad Brașov.

## Kasteel Bran
Het nabijgelegen Kasteel Bran is een belangrijk nationaal monument van Roemenië. De historie van het kasteel hangt nauw samen met de ontwikkeling van Bran als stad.

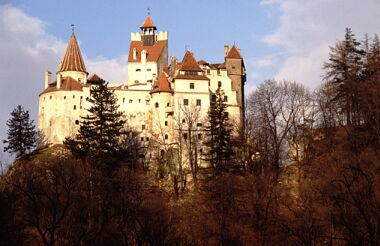
Bran Kasteel

De Duitse Orde bouwde een houten fort in het begin van de dertiende eeuw. Na de deconstructie in 1242 door de Mongolen, begon koning Sigismund van Hongarije in 1377 met de bouw van een stenen kasteel, terwijl er een dorp in de buurt werd gebouwd, het tegenwoordige Bran. Het kasteel werd op een strategische plek neergezet, hoog in de bergen en langs de weg tussen Transsylvanië en Walachije (Muntenië).
In 1920 schonk de gemeente Brașov het kasteel aan de Roemeense koningin Marie, echtgenote van koning Ferdinand. Marie liet in 1938 het kasteel na aan haar dochter Ileana. Ileana huwde met Anton van Oostenrijk-Toscane, zij zijn de ouders van onder anderen Dominic van Habsburg, de huidige eigenaar. Eind december 2006 zette hij het kasteel te koop voor 80 miljoen euro. Op 26 januari 2009 werd bekend dat de familie had besloten het kasteel niet te verkopen, maar open te stellen als museum gewijd aan de mythe van graaf Dracula. Inmiddels bezoeken jaarlijks 700.000 tot een miljoen mensen het kasteel.